# Stanisław Makowiecki
Stanisław Makowiecki est un lutteur polonais né le 7 novembre 1942 et mort le 4 février 2015.

## Palmarès

### Championnats du monde
- Médaille de bronze en 1971 à Sofia (Bulgarie).